# Колидио, Факундо
Факундо Колидио (исп. Facundo Colidio; род. 4 января 2000, Рафаэла) — аргентинский футболист, нападающий клуба «Ривер Плейт».

## Клубная карьера
Уроженец Рафаэлы, Факундо начал футбольную карьеру в молодёжной команде местного клуба «Атлетико Рафаэла». В 2014 году стал игроком академии клуба «Бока Хуниорс» из Буэнос-Айреса.
В июле 2017 года был продан в итальянский «Интернационале».
13 августа 2019 года отправился в сезонную аренду в бельгийский клуб «Сент-Трюйден». 5 октября 2019 года дебютировал за команду, выйдя на замену в матче высшего дивизиона чемпионата Бельгии против «Кортрейка».
В январе 2022 года отправился в аренду в аргентинский клуб «Тигре» до 31 декабря 2022 года.

## Карьера в сборной
Выступал за сборные Аргентины до 15, до 17 и до 20 лет.